# Koszmosz–1129
A Koszmosz–1129 (oroszul: Космос–1129) szovjet Bion típusú tudományos műhold, melyet 1979 szeptemberében indítottak. Ez volt a Bion műhold ötödik indítása.

## Küldetés
A Pleszeck űrrepülőtérről 1979. szeptember 26-án indították elliptikus pályára, perigeuma 218 kilométer, apogeuma 377 kilométer volt. Nemzetközi  kutatásokra felkészített műhold. Programjában szovjet, bolgár, magyar, lengyel, román, csehszlovák, amerikai és francia szakemberek vettek részt. Aktív szolgálatát 19,5 napos repülés után, 1979. október 14-én a Földre visszatérve fejezte be.

## Jellemzői
A Zenyit–2M felderítő műholdon alapuló, biológiai kísérletek céljára épített Bion típusú műhold. Feladata az előzőekben megkezdett biológiai kutatási feladatok (izomszövet vizsgálatok) végzése. A kutatási feladat különlegessége volt, hogy a Drosophila-kultúrát mestersége gravitációs térben helyezték el. A kikelő legyeknek kellett kiválasztaniuk, hogy a 0,2, a 0,6 vagy az 1 g gravitációjú helyen elhelyezett táplálék környékén akarnak élni. Természetes megtermékenyítést hoztak létre patkányok között, a leszállás után született kis patkányok adták a kutatási alapot.

## Külső hivatkozások
- Koszmosz–1129. nasa.gov. [2006. szeptember 29-i dátummal az eredetiből archiválva]. (Hozzáférés: 2012. augusztus 11.)